# Ustje
Ustje (Duits: Gemünd), een dorp in de Sloveense Karst, gelegen in de Vipavavallei, was het eerste dorp in de Westsloveense regio Primorska dat volledig gebrandschat werd door de Italiaanse fascisten. De vernietiging van Ustje en de moord op acht burgers vond plaats op 8 augustus 1942. Aan de bekendheid van deze tragedie droeg de roman Sodni dan na vasi (Het Laatste Oordeel in het dorp) van Danilo Lokar bij, die er later de Sloveense Prešerenprijs voor zou krijgen.